# Michael Frayn
Michael Frayn (/freɪn/ Londres, 8 de septiembre de 1933) es un escritor y dramaturgo británico, uno de los pocos en ser alabado por la crítica en ambos géneros literarios por igual.

## Trayectoria
Pasó  su infancia en el condado de Surrey, y posteriormente hizo el servicio militar durante dos años, a lo largo de los cuales aprendió a hablar ruso, lengua que traduciría en un futuro. Más tarde inició estudios de Filosofía en el Emmanuel College de Cambridge. Inició su carrera como periodista en el Manchester Guardian y, posteriormente, en The Observer. Más adelante, trabajó como guionista para la BBC, ensayista, novelista y dramaturgo.
También ha traducido obras León Tolstói y de Antón Chéjov. Entre sus obras, además del mencionado ¡Qué desastre de función! (Noises Off en su título original, Premio London Evening Standard, elegida por los británicos como una de sus tres obras favoritas de todos los tiempos) pueden mencionarse, Democracy y Copenhagen, que recibió el Premio Tony a la mejor obra de teatro de 2000.
Algunas de sus novelas más conocidas, además de Al final de la mañana (1967, Impedimenta, 2018), son The Tin Men (1965, ganadora del Premio Somerset Maugham), The Russian Interpreter (1966, ganadora del Premio Hawthornden), Una vida muy privada (1968), La trampa maestra (1999, finalista del Premio Booker) y Juego de espías (2002, ganadora del Premio Whitbread de novela). En 1993 se casó con la biógrafa, editora y periodista Claire Tomalin.

## Premios
- 1966: Premio Somerset Maugham por The Tin Men
- 1975: Premio London Evening Standard a la mejor comedia, por Alphabetical Order
- 1976: Premio Laurence Olivier a la mejor comedia por Donkeys' Years
- 1980: Premio London Evening Standard a la mejor comedia por Make and Break
- 1982: Premio London Evening Standard a la mejor comedia por Noises Off
- 1982: Premio Laurence Olivier a la mejor comedia por Noises Off
- 1984: Premio London Evening Standard a la mejor obra por Benefactors
- 1986: Premio del Círculo de Críticos de Teatro de Nueva York a la mejor obra estrankera de 1985-86 por Benefactors
- 1990: Premio Emmy por First and Last
- 1991: Premio del Sunday Express, por A Landing on the Sun
- 1998: Círculo de Críticos de Teatro de Nueva York a la mejor nova obra, por Copenhagen
- 1998: Premio del London Evening Standard a la mejor obra por Copenhagen
- 2000: Premio Tony a la mejor obra por Copenhagen
- 2000: Premio del Círculo de Críticos de Teatro de Nueva York a la Mejor Obra Extranjera de 1999-2000 por Copenhagen
- 2002: Premio Whitbread a la mejor novela por Spies
- 2003: Commonwealth Writers Prize al mejor libro por Spies
- 2003: London Evening Standard Award a la mejor obra por Democracy
- 2006: St. Louis Literary Award